# Сумський національний академічний театр драми та музичної комедії імені Михайла Щепкіна
Сумський національний академічний театр драми та музичної комедії ім. Михайла Щепкіна — національний драматичний театр у місті Сумах, головна й найбільша театральна та концертна зала області. Театр міститься у спеціально зведеній функціональній будівлі (1980, арх. Степан Сліпець) і розташований у центрі міста за адресою пл. Театральна, 1.
Глядацька зала театру розрахована на 822 глядацьких місця. Головна прикраса фоє — порцелянове панно «Птахи щастя» (худ. Віктор Зарецький), виконане художниками Сумського порцелянового заводу.
Директор театру — художній керівник — Сергій Дорофєєв, головний режисер — заслужений артист України Максим Булгаков.

## Історія театру
Сумський театр драми та музичної комедії заснований у Лубнах 1933 року на базі Харківського пересувного робітничо-колгоспного театру.
У 1939 році, разом зі створенням Сумської області, театр було переведено до Сум. Він розпочав роботу в приміщенні колишнього театру Д. М. Корепанова. Тоді ж на пропозицію тодішнього головного режисера Доміана Івановича Козачковського театру присвоєне ім'я російського актора Михайла Семеновича Щепкіна. Відтак, театр дістав назву Сумський український музично-драматичний театр ім. М. С. Щепкіна.
У роки Другої світової війни театр виступав у містах Чкаловської (тепер Оренбурзької) області Бугуруслані, Бузулуку та інших.
1944 року творчий колектив повернувся до Сум.
У 1980 році «щепкінці» отримали нове сучасне приміщення, й відтоді театр називався Сумський обласний театр драми та музичної комедії імені М. С. Щепкіна.
1989 року на Театральній площі перед будівлею закладу було встановлено пам'ятник Михайлові Щепкіну (ск. Анатолій Смілий, м. Бєлгород), Російська Федерація.
Станом на 2011 рік у театральному колективі було залучено близько 240 осіб, серед яких Народні артисти України (Микола Ластовецький, Євгенія Пінчук-Серебрякова), заслужені артисти України (Олена Зарицька, Тамара Корінна, Сергій Корінний, Володимир Берелет, Наталія Дехта).
У 2012 році Міністерством культури України за досягнення високих показників діяльності закладу та з нагоди 80-річчя з часу утворення, театр проголошено Сумським обласним академічним театром драми та музичної комедії імені М. С. Щепкіна. У цьому ж році обласна влада за підтримки приватних інвесторів розпочала капітальний ремонт і завершила його перший етап. У ході робіт оновлено фасад, глядацьку залу, встановлено нове звукове обладнання та освітлення, відремонтовано вхідний блок та опалення, замінено вікна та ін.
На початку 2014 року Міністерство культури України за значний внесок у розвиток театрального мистецтва в області та високі професійні досягнення присвоїло почесне звання «Заслужена артистка України» артистці-вокалістці театру Наталії Неряновій. Також приємним сюрпризом для сум'ян та гостей міста було відновлення вечорів балету «…І млію в танці, як в обіймах ніжних…» та концертів симфонічного оркестру у фоє театру.
У 2016 році Обласна влада ініціювала другий етап капітального ремонту театру, а саме його адміністративної частини. У ході підготовчих робіт оголошено заміну фасадної плитки, утеплення стін та вхідної групи, заміна вікон. Крім того, завершується монтаж обладнання та відкриття Малої сцени, а це створення нового для театру напрямку творчої роботи та приємний сюрприз для відвідувачів театру.
Репертуарна політика театру співіснували на межі задоволення різних смаків багатьох поколінь глядачів — крім української класики, представлена також була і світова («Циганський барон» Йоганна Штрауса) і російська (трагедія «Отруєна туніка» Миколи Гумільова), крім того, зразки сучасної драматургії: сцени з англійського життя очима француженки «Кінь в непритомності» Франсуази Саган, трагікомедія «Любов на трьох» А. Шизгала, трагікомедія «Герцог Гонзаго» Н. Іорданова, трагікомедія «Будинок божевільних» Е. Скарпетті, а також розважальні й опереткові шоу-програми «Ніч в маскараді», «Міленіум», вечір оперети «В обіймах пані оперети».
Театр є активним учасником конкурсного і фестивального життя України.
У приміщенні Сумського театру драми та музичної комедії відбуваються загальноміські заходи, а також заходи, присвячені відзначенню державних, професійних і неофіційних свят. Ніколи керівництво театру не обділяло увагою і маленьких глядачів кожного року вводячи до репертуару по декілька дитячих вистав, як-от «Яремина любов», «Троє поросят», «Новорічні пригоди», «Фарбований лис», «Дюймовочка» та багато інших. При театрі імені Щепкіна працює театр класичного танцю «Престиж» під керівництвом артистки балету І. Шабельської.

### Статус Національного
2 вересня 2020 року Кабінет Міністрів України схвалив проєкт Указу Президента про надання театру статусу національного, розроблений Міністерством культури та інформаційної політики.
Указ про надання статусу національного було підписано президентом України 8 вересня.
Інформація про надання статусу супроводжувалися суспільною дискусією.

### Театр часівРосійсько-української війни
У липні 2022 року з'явилася інформація про призначення директора Луганського театру Сергія Дорофєєва керівником Сумського національного театру ім. Михайла Щепкіна, а згодом й про те, що у Сумах працюватиме Луганський обласний академічний український музично-драматичний театр, артистів якого було евакуйовано, а будівлю театру знищено, після захоплення м. Сєвєродонецька російськими військами у червні 2022 року.
Театр відновив показ вистав з 12 серпня 2022 року. В цей же час було оголошено про відкриття нового сценічного простору — експериментальної сіени театру під колом. Протягом серпня-вересня 2022 року театр працював на Експериментальній та Малій сценах. Відкриття 90-го театрального сезону відбулося 4 листопада 2022 року.
В травні 2023 року головним режисером театру було призначено заслуженого артиста України Максима Булгакова.

## Репертуар театру
- «Лускунчик» Т. А. Гофман (Р. Козак)
- «Замовляю любов…» Т. Іващенко (О. Зарицька)
- «Моя леді» Ф. Лоу (за п'єсою Б. Шоу «Пігмаліон») (М. Булгаков, м. Київ)
- «Ромео за викликом» А. Іванов (А. Меженін)
- «Рожеве павутиння» Я. Мамонтов (О. Зарицька)
- «Хто винен?» за п'єсою І. Карпенка-Карого «Безталанна» (А. Меженін)
- «Інцидент» Л. Лунарі (Г. Кобець)
- «Мартин Боруля» І. Карпенко-Карий (Г. Кобець)
- «Сім'я Кайдашів» І. Нечуй-Левицький (О. Зарицька)
- «Назар Стодоля» Т. Шевченко (О. Рибчинський)
- «По-модньому» М.Старицький (О. Рибчинський)[9]￼
- «Одержима» Леся Українка (Р.Козак)

- 2019
  - 16 лютого — «Все, що тобі потрібно — це кохання» за мотивами оповідань Антона Чехова; реж. Лінас Зайкаускас[10]
  - 7 липня — «Пер Ґюнт. Сповідь загубленого „Я“» за мотивами п'єси «Пер Ґюнт» Генріка Ібсена; реж. Роман Козак[11]
  - 27 жовтня — «На зламі душ наших…» за мотивами «Шкіра і небо» Д. Дінєва; реж. Раду Гілаш (Румунія)
  - 31 жовтня — «Така історія» за мотивами мюзиклу «Вестсайдська історія» Леонарда Бернстайна; реж. Роман Козак
  - 14 грудня — «Розрада апокаліпсисом» (Частина 1 «Про лукаву темряву та про інше життя яке можна зробити з цього». Частина 2 «Про сто грамів легкого пісочку у білій вазочці») за мотивами «Час секонд-хенд» Світлани Алексієвич; реж. Лінас Зайкаускас (мала сцена)
- 2020
  - 7 березня — «Як стати Бегемотом» Олександра Вітра; реж. Дмитро Некрасов
  - 26 червня — «Що трапилось у зоопарку?» Едварда Олбі; реж. Роман Козак (мала сцена)
  - 27 червня — «Гедда Габлер» Генріка Ібсена; реж. Лінас Зайкаускас[12]
  - 3 липня — «Вісім люблячих жінок» за п'єсою «Вісім жінок»[fr] Р. Тома

## Персоналії театру

### Керівники театру
- 1933—1952 — Петро Петренко
- 1952—1956 — Хижняк
- 1956—1956 — М. Костинський
- 1956—1958 — А.Осокін
- 1958—1960 — М. Комаров
- 1961—1968 — К.Швець
- 1972—1973 — В.Чернишов
- 1973—1974 — І.Рибчинський
- 1974—1979 — К.Заяц
- 2000—2005 — Павленко Віра Іванівна
- 2010—2022 — Юдін Микола Михайлович
- З 2022-го — Дорофєєв Сергій Вікторович

### Головні режисери
- Доміан Козачковський
- Ігор Равицький
- Лінас Маріюс Зайкаускас
- Меженін Антон Сергійович
- Калініченко Владислав Анатолійович
- Булгаков Максим Олександрович

### Трупа театру
У різний час в театрі працювали багато відомих і популярних акторів та режисерів, серед яких нині задіяні (за алфавітом, в дужках вказані дати служби в театрі):
- Вертинський Олексій Сергійович
- Левенець Ігор Анатолійович (1995—2011)
- Мойсеєв Станіслав Анатолійович (1981—1987)
- Немировський Семен Михайлович (з 2018)
- Корінна Тамара Анатоліївна
- Дехта Наталія Іванівна